# Unione Polisportiva Comunale Graphistudio Tavagnacco 2015-2016
Questa voce raccoglie le informazioni riguardanti l'Unione Polisportiva Comunale Graphistudio Tavagnacco nelle competizioni ufficiali della stagione 2015-2016.

## Stagione
La stagione 2015-2016 per il Graphistudio Tavagnacco si è aperta il 4 ottobre 2015 con il derby contro il Graphistudio Pordenone, valevole per la prima giornata del Triangolare A della fase a gironi della Coppa Italia. La partita ha visto il successo per 6-0 del Graphistudio Tavagnacco, che si è ripetuto una settimana dopo contro il Marcon con lo stesso risultato e guadagnando l'accesso alla fase ad eliminazione diretta. Dopo aver sconfitto l'Azzurra San Bartolomeo per 5-0 nei sedicesimi di finale, il Graphistudio Tavagnacco ha sconfitto per 4-0 il Südtirol negli ottavi di finale. Grande protagonista di queste prime quattro partite di Coppa è stata la scozzese Lana Clelland, autrice di 11 reti sulle 21 complessive realizzate dalle friulane. Nei quarti di finale il Graphistudio Tavagnacco ha affrontato il Brescia nella riedizione della finale dell'edizione 2014-2015. Come quasi un anno prima la partita è terminata 4-0 per le bresciane con le friulane eliminate dalla competizione.
L'avvio di campionato del Graphistudio Tavagnacco è stato caratterizzato da alti e bassi: dopo aver vinto per 3-0 sulla Fiorentina in trasferta alla seconda giornata, ha perso per 7-2 in casa dall'AGSM Verona, per poi vincere sul Südtirol nella quarta giornata, affiancando Brescia e Fiorentina al terzo posto a sette punti. Dopo aver conquistato un solo punto nelle successive due partite, vincendo per 5-2 in trasferta sulla Pink Sport Time alla settima giornata, ha agguantato la quinta posizione in classifica, che ha poi mantenuto fino alla fine del campionato. Tra la decima e la sedicesima giornata ha mantenuto l'imbattibilità con cinque vittorie e due pareggi, rimanendo agganciata al quartetto di testa e allungando le distanze dal San Zaccaria sesto in classifica. Particolarmente significativi sono stati il pareggio casalingo alla tredicesima giornata contro la Fiorentina, reduce da sette vittorie consecutive, e la successiva vittoria in trasferta per 5-1 sull'AGSM Verona. Il 2 maggio 2016 Sara Di Filippo ha rassegnato le dimissioni da allenatore del Graphistudio Tavagnacco e al suo posto è stato scelto Amedeo Cassia. Con la vittoria per 5-0 all'ultima giornata contro il Vittorio Veneto ha chiuso il campionato al quinto posto con 41 punti conquistati, frutto di 12 vittorie, 5 pareggi e 5 sconfitte, 56 reti realizzate e 29 subite.

## Organigramma societario
Area tecnica
- Allenatore: Sara Di Filippo (fino al 2 maggio 2016), poi Amedeo Cassia
- Allenatore in seconda: Silvia Marcolin
- Direttore sportivo: Glauco Di Benedetto
- Preparatore dei portieri: Franco Toso
- Team Manager: Cinzia Lucca
- Team Manager & Scouting: Gabriele Chersicola
- Preparatore atletico: Barbara Lesa

## Rosa
Rosa, numerazione e ruoli, tratti dal sito ufficiale della società, sono aggiornati al 10 gennaio 2016.
| N. |                   | Ruolo | Calciatrice        |
| -- | ----------------- | ----- | ------------------ |
| 1  | Italia (bandiera) | P     | Sara Penzo         |
| 2  | Italia (bandiera) | D     | Alice De Val       |
| 3  | Italia (bandiera) | D     | Francesca Blasoni  |
| 4  | Italia (bandiera) | D     | Michela Martinelli |
| 5  | Italia (bandiera) | D     | Gloria Frizza      |
| 6  | Italia (bandiera) | D     | Ambra Pochero      |
| 7  | Italia (bandiera) | A     | Paola Brumana      |
| 8  | Italia (bandiera) | C     | Alice Parisi       |
| 9  | Scozia (bandiera) | A     | Lana Clelland      |
| 10 | Italia (bandiera) | C     | Rossella Sardu     |
| 11 | Italia (bandiera) | C     | Elisa Camporese    |

| N. |                   | Ruolo | Calciatrice        |
| -- | ----------------- | ----- | ------------------ |
| 12 | Italia (bandiera) | P     | Serena Ferroli     |
| 13 | Italia (bandiera) | D     | Nicole Peressotti  |
| 14 | Italia (bandiera) | C     | Chiara Cecotti     |
| 15 | Italia (bandiera) | C     | Alessandra Dri     |
| 16 | Italia (bandiera) | A     | Maria Zuliani      |
| 17 | Italia (bandiera) | A     | Chiara Paroni      |
| 19 | Italia (bandiera) | C     | Alessia Tuttino    |
| 20 | Italia (bandiera) | A     | Sofia Del Stabile  |
| 21 | Italia (bandiera) | C     | Natasha Piai       |
| 22 | Italia (bandiera) | P     | Matilde Copetti    |
| 23 | Italia (bandiera) | D     | Roberta Filippozzi |

## Calciomercato
| Acquisti | Acquisti           | Acquisti        | Acquisti   |
| R.       | Nome               | da              | Modalità   |
| -------- | ------------------ | --------------- | ---------- |
| P        | Serena Ferroli     |                 | definitivo |
| D        | Francesca Blasoni  |                 | definitivo |
| D        | Alice De Val       | Pordenone       | definitivo |
| D        | Roberta Filippozzi |                 | svincolata |
| C        | Alessandra Dri     |                 | definitivo |
| C        | Natasha Piai       | Pordenone       | definitivo |
| A        | Lana Clelland      | Pink Sport Time | definitivo |
| A        | Chiara Paroni      | Pordenone       | definitivo |

| Cessioni | Cessioni           | Cessioni | Cessioni   |
| R.       | Nome               | a        | Modalità   |
| -------- | ------------------ | -------- | ---------- |
| P        | Stefania Blancuzzi |          | svincolata |
| D        | Nenè Nhaga Bissoli |          | svincolata |
| C        | Sara Veritti       |          | svincolata |

## Risultati

### Serie A

#### Girone di andata
| Arbitro: | Faraon (Conegliano) |

|             |           |             |
| Brumana 48’ | Marcatori | 21’ Longato |

| Arbitro: | Borriello (Arezzo) |

|  |           |                                     |
|  | Marcatori | 6’ (rig.) Parisi 9’, 90+3’ Clelland |

| Arbitro: | Fabian Brognati (Ferrara) |

|                                 |           |                                                                 |
| Brumana 45+2’ Parisi 73’ (rig.) | Marcatori | 24’, 86’ Bonetti 34’ Carissimi 41’, 70’, 89’ Pirone 83’ Fuselli |

| Arbitro: | Frascaro (Firenze) |

|             |           |                                                             |
| Tonelli 57’ | Marcatori | 30’ (aut.) Ferrari 32’ (aut.) Righi 46’ Camporese 80’ Sardu |

| Arbitro: | Bontadi (Trento) |

|                              |           |                          |
| Camporese 28’ Martinelli 79’ | Marcatori | 47’ Moretti 56’ Barbieri |

| Arbitro: | Zucchetti (Foligno) |

|            |           |  |
| Caruso 79’ | Marcatori |  |

| Arbitro: | Marco Croce (Nocera Inferiore) |

|                           |           |                                                  |
| Privitera 65’ Riboldi 88’ | Marcatori | 36’, 40’ Del Stabile 39’ Parisi 49’, 76’ Zuliani |

| Arbitro: | Federico Modesto (Treviso) |

|                                        |           |  |
| Parisi 16’ Zuliani 18’ Del Stabile 43’ | Marcatori |  |

| Arbitro: | Cecchin (Bassano del Grappa) |

|                          |           |                 |
| Sabatino 22’ Tarenzi 78’ | Marcatori | 63’ Del Stabile |

| Arbitro: | Bergamin (Castelfranco Veneto) |

|                             |           |  |
| Zuliani 13’ Del Stabile 56’ | Marcatori |  |

| Arbitro: | Gatti (Gallarate) |

|  |           |                |
|  | Marcatori | 78’ Filippozzi |

#### Girone di ritorno
| Arbitro: | Borriello (Arezzo) |

|                          |           |                        |
| Pugnali 69’ Pancaldi 72’ | Marcatori | 17’ Parisi 68’ Zuliani |

| Arbitro: | Nicolini (Brescia) |

|                              |           |                                  |
| Del Stabile 47’ Clelland 73’ | Marcatori | 23’ Guagni 25’ Salvatori Rinaldi |

| Arbitro: | Massimo Abagnale (Parma) |

|             |           |                                                             |
| Fuselli 35’ | Marcatori | 27’ Camporese 53’ Parisi 58’ Dri 72’ Clelland 90+4’ Brumana |

| Arbitro: | Caldera (Como) |

|                                                |           |                |
| Clelland 14’ Parisi 60’ Zuliani 63’ Frizza 66’ | Marcatori | 10’ A. Tonelli |

| Arbitro: | Daniele Sonetti (Genova) |

|  |           |                                                        |
|  | Marcatori | 7’ Brumana 45+3’ Zuliani 77’, 90+1’ Clelland 86’ Sardu |

| Arbitro: | Sprezzola (Mestre) |

|  |           |               |
|  | Marcatori | 36’ Simonetti |

| Arbitro: | Marzeglia (Milano) |

|                                    |           |                  |
| Parisi 6’ Zuliani 10’ Clelland 65’ | Marcatori | 42’ Strisciuglio |

| Arbitro: | Bodini (Verona) |

|  |           |                                                                  |
|  | Marcatori | 21’ (aut.) Innerhuber 37’ Filippozzi 60’ Del Stabile 90’ Blasoni |

| Arbitro: | Andrea Gatti (Gallarate) |

|               |           |              |
| Camporese 70’ | Marcatori | 44’ Bonansea |

| Arbitro: | Davide Bellato (Mestre) |

|                                                  |           |           |
| Giacinti 35’, 76’ Iannella 45+1’ Giugliano 90+3’ | Marcatori | 37’ Sardu |

| Arbitro: | Franck Loci Nana Tchato (Aprilia) |

|                                                                |           |  |
| Camporese 9’ Zuliani 31’ Parisi 37’ Del Stabile 38’ Paroni 87’ | Marcatori |  |

### Coppa Italia

#### Turno preliminare
Triangolare A
| Arbitro: | Matteo Della Santa (Trieste) |

|  |           |                                                                      |
|  | Marcatori | 19’ Parisi 28’ De Val 30’, 50’ Clelland 37’ Zuliani 80’ (aut.) Lotto |

| Arbitro: | Andrea Bordin (Bassano del Grappa) |

|                                                  |           |  |
| Clelland 14’, 17’, 31’, 39’, 60’ Del Stabile 40’ | Marcatori |  |

#### Sedicesimi di finale
| Arbitro: | Campagnolo (Bassano del Grappa) |

|  |           |                                             |
|  | Marcatori | 29’, 76’ Clelland 41’ Paroni 51’, 56’ Sardu |

#### Ottavi di finale
| Arbitro: | Renzullo (Torre del Greco) |

|                                            |           |  |
| Parisi 12’ Camporese 20’ Clelland 59’, 80’ | Marcatori |  |

#### Quarti di finale
| Arbitro: | Modesto (Treviso) |

|                                    |           |  |
| Sabatino 32’, 78’ Girelli 37’, 84’ | Marcatori |  |

## Statistiche

### Statistiche di squadra
| Competizione | Punti | In casa | In casa | In casa | In casa | In casa | In casa | In trasferta | In trasferta | In trasferta | In trasferta | In trasferta | In trasferta | Totale | Totale | Totale | Totale | Totale | Totale | DR  |
| Competizione | Punti | G       | V       | N       | P       | Gf      | Gs      | G            | V            | N            | P            | Gf           | Gs           | G      | V      | N      | P      | Gf     | Gs     | DR  |
| ------------ | ----- | ------- | ------- | ------- | ------- | ------- | ------- | ------------ | ------------ | ------------ | ------------ | ------------ | ------------ | ------ | ------ | ------ | ------ | ------ | ------ | --- |
| Serie A      | 41    | 11      | 5       | 4       | 2       | 25      | 16      | 11           | 7            | 1            | 3            | 31           | 13           | 22     | 12     | 5      | 5      | 56     | 29     | +27 |
| Coppa Italia | -     | 2       | 2       | 0       | 0       | 10      | 0       | 3            | 2            | 0            | 1            | 11           | 4            | 5      | 4      | 0      | 1      | 21     | 4      | +17 |
| Totale       | -     | 13      | 7       | 4       | 2       | 35      | 16      | 14           | 9            | 1            | 4            | 42           | 17           | 27     | 16     | 5      | 6      | 77     | 33     | +44 |

### Andamento in campionato
| Giornata  | 1 | 2 | 3 | 4 | 5 | 6 | 7 | 8 | 9 | 10 | 11 | 12 | 13 | 14 | 15 | 16 | 17 | 18 | 19 | 20 | 21 | 22 |
| --------- | - | - | - | - | - | - | - | - | - | -- | -- | -- | -- | -- | -- | -- | -- | -- | -- | -- | -- | -- |
| Luogo     | C | T | C | T | C | T | T | C | T | C  | T  | T  | C  | T  | C  | T  | C  | C  | T  | C  | T  | C  |
| Risultato | N | V | P | V | N | P | V | V | P | V  | V  | N  | N  | V  | V  | V  | P  | V  | V  | N  | P  | V  |
| Posizione | 5 | 4 | 5 | 3 | 5 | 6 | 5 | 5 | 5 | 5  | 5  | 5  | 5  | 5  | 5  | 5  | 5  | 5  | 5  | 5  | 5  | 5  |

Legenda:

Luogo: C = Casa; T = Trasferta. Risultato: V = Vittoria; N = Pareggio; P = Sconfitta.

### Statistiche delle giocatrici
| Giocatore      | Serie A  | Serie A | Serie A     | Serie A    | Coppa Italia | Coppa Italia | Coppa Italia | Coppa Italia | Totale   | Totale | Totale      | Totale     |
| Giocatore      | Presenze | Reti    | Ammonizioni | Espulsioni | Presenze     | Reti         | Ammonizioni  | Espulsioni   | Presenze | Reti   | Ammonizioni | Espulsioni |
| -------------- | -------- | ------- | ----------- | ---------- | ------------ | ------------ | ------------ | ------------ | -------- | ------ | ----------- | ---------- |
| F. Blasoni     | 12       | 1       | 0           | 0          | 4            | 0            | 0            | 0            | 16       | 1      | 0           | 0          |
| P. Brumana     | 11       | 4       | 1           | 0          | 3            | 0            | 0            | 0            | 14       | 4      | 1           | 0          |
| E. Camporese   | 21       | 5       | 1           | 0          | 3            | 1            | 0            | 0            | 24       | 6      | 1           | 0          |
| C. Cecotti     | 8        | 0       | 0           | 0          | 2            | 0            | 0            | 0            | 10       | 0      | 0           | 0          |
| L. Clelland    | 14       | 8       | 2           | 0          | 5            | 11           | 0            | 0            | 19       | 19     | 2           | 0          |
| M. Copetti     | 4        | -5      | 0           | 0          | 2            | 0            | 1            | 0            | 6        | -5     | 1           | 0          |
| A. De Val      | 17       | 0       | 2           | 0          | 3            | 1            | 1            | 0            | 20       | 1      | 3           | 0          |
| S. Del Stabile | 17       | 8       | 0           | 0          | 5            | 1            | 0            | 0            | 22       | 9      | 0           | 0          |
| A. Dri         | 10       | 1       | 1           | 0          | 4            | 0            | 0            | 0            | 14       | 1      | 1           | 0          |
| S. Ferroli     | 5        | -6      | 0           | 0          | -            | -            | -            | -            | 5        | -6     | 0           | 0          |
| R. Filippozzi  | 11       | 2       | 1           | 0          | 1            | 0            | 1            | 0            | 12       | 2      | 2           | 0          |
| G. Frizza      | 16       | 1       | 1           | 0          | 4            | 0            | 0            | 0            | 20       | 1      | 1           | 0          |
| M. Martinelli  | 19       | 1       | 1           | 0          | 3            | 0            | 0            | 0            | 22       | 1      | 1           | 0          |
| A. Parisi      | 22       | 10      | 3           | 0          | 5            | 2            | 0            | 0            | 27       | 12     | 3           | 0          |
| C. Paroni      | 15       | 1       | 0           | 0          | 4            | 1            | 0            | 0            | 19       | 2      | 0           | 0          |
| S. Penzo       | 14       | -18     | 0           | 0          | 3            | -4           | 0            | 0            | 17       | -22    | 0           | 0          |
| N. Peressotti  | -        | -       | -           | -          | -            | -            | -            | -            | -        | -      | -           | -          |
| N. Piai        | 12       | 0       | 3           | 0          | 4            | 0            | 0            | 0            | 16       | 0      | 3           | 0          |
| A. Pochero     | 15       | 0       | 1           | 1          | 3            | 0            | 0            | 0            | 18       | 0      | 1           | 1          |
| R. Sardu       | 18       | 3       | 1           | 0          | 3            | 2            | 0            | 0            | 21       | 5      | 1           | 0          |
| A. Tuttino     | 20       | 0       | 1           | 0          | 5            | 0            | 0            | 0            | 25       | 0      | 1           | 0          |
| M. Zuliani     | 21       | 8       | 0           | 0          | 4            | 1            | 0            | 0            | 25       | 9      | 0           | 0          |